# Rammstein: Paris
Albums de Rammstein
Rammstein in Amerika
(2015) Rammstein
(2019)
Rammstein: Paris est un album et DVD live du groupe de metal industriel allemand Rammstein donné au Palais omnisports de Paris-Bercy et sorti le 19 mai 2017 sur le label Universal Music Group.

## Liste des titres
| 1.  | Intro                               | 4:14 |
| 2.  | Sonne                               | 4:45 |
| 3.  | Wollt ihr das Bett in Flammen sehen | 5:06 |
| 4.  | Keine Lust                          | 4:08 |
| 5.  | Sehnsucht                           | 4:26 |
| 6.  | Asche zu Asche                      | 4:05 |
| 7.  | Feuer Frei!                         | 3:34 |
| 8.  | Mutter                              | 5:20 |
| 9.  | Mein Teil                           | 7:46 |
| 10. | Du riechst so gut                   | 5:28 |
| 11. | Links 2-3-4                         | 5:02 |
| 12. | Du hast                             | 4:17 |
| 13. | Haifisch                            | 5:23 |

| 1. | Bück dich (en)    | 7:55 |
| 2. | Mann gegen Mann   | 4:15 |
| 3. | Ohne dich         | 7:29 |
| 4. | Mein Herz brennt  | 5:08 |
| 5. | Amerika           | 4:52 |
| 6. | Ich will          | 4:07 |
| 7. | Engel             | 5:13 |
| 8. | Pussy             | 8:21 |
| 9. | Frühling in Paris | 6:16 |

## Certifications
Album Live :
| Pays      | Certification | Ventes    | Date |
| --------- | ------------- | --------- | ---- |
| Allemagne | Or            | 100 000 + | 2017 |

Album Vidéo :
| Pays   | Certification | Ventes  | Date |
| ------ | ------------- | ------- | ---- |
| France | Or            | 7 500 + | 2018 |

## Distinctions
- UK Music Video Awards
  - Meilleur concert live en 2017[1]